# Saint-Mard-lès-Rouffy
 Saint-Mard-lès-Rouffy  es una población y comuna francesa, en la región de Champaña-Ardenas, departamento de Marne, en el distrito de Châlons-en-Champagne y cantón de Vertus.

## Demografía
| 92 | 98 | 91 | 95 | 86 | 91 |
| Para los censos de 1962 a 1999 la población legal corresponde a la población sin duplicidades (Fuente: INSEE [Consultar]) |    |    |    |    |    |